# AfterLife (альбом)
AfterLife — дев'ятий студійний альбом американського гурту Five Finger Death Punch, представлений 12 квітня 2022 року. Це перший альбом колективу з 2007 року, в записі якого не взяв участь гітарист Джейсон Хук, який залишив Five Finger Death Punch у 2020 році і був замінений Енді Джеймсом. Платівка отримала позитивні відгуки від музичних критиків та досягла десятої позиції у американському чарті Billboard 200.

## Список пісень
Автор музики і слів Five Finger Death Punch і Кевін Чурко. 
| #     | Назва                   | Тривалість |
| ----- | ----------------------- | ---------- |
| 1.    | «Welcome to the Circus» | 4:17       |
| 2.    | «AfterLife»             | 4:04       |
| 3.    | «Times Like These»      | 3:30       |
| 4.    | «Roll Dem Bones»        | 3:20       |
| 5.    | «Pick Up Behind You»    | 3:09       |
| 6.    | «Judgement Day»         | 4:53       |
| 7.    | «IOU»                   | 4:28       |
| 8.    | «Thanks for Asking»     | 3:19       |
| 9.    | «Blood and Tar»         | 3:23       |
| 10.   | «All I Know»            | 5:12       |
| 11.   | «Gold Gutter»           | 3:54       |
| 12.   | «The End»               | 3:44       |
| 47:09 |                         |            |

## Учасники запису
- Айвен Муді — вокал
- Золтан Баторі — ритм-гітара
- Енді Джеймс — соло-гітара, вокал
- Кріс Кель — бас-гітара, вокал
- Чарлі Енген — ударні, перкусія

Технічний персонал
- Кевін Чурко — продакшн, міксування, інженерія
- Кейн Чурко — інженерія
- Трістан Хардін — інженерія, мастеринг

## Чарти
| Чарт (2022)                                        | Найвища позиція |
| -------------------------------------------------- | --------------- |
| Австралія Australian Albums (ARIA)                 | 6               |
| Австрія Austrian Albums (Ö3 Austria)               | 3               |
| Бельгія Belgian Albums (Ultratop Flanders)         | 12              |
| Бельгія Belgian Albums (Ultratop Wallonia)         | 50              |
| Канада Canadian Albums (Billboard)                 | 26              |
| Нідерланди Dutch Albums (MegaCharts)               | 16              |
| Фінляндія Finnish Albums (Suomen virallinen lista) | 1               |
| Франція French Albums (SNEP)                       | 66              |
| Німеччина German Albums (Offizielle Top 100)       | 3               |
| Угорщина Hungarian Albums (MAHASZ)                 | 34              |
| New Zealand Albums (RMNZ)                          | 38              |
| Норвегія Norwegian Albums (VG-lista)               | 11              |
| Польща Polish Albums (ZPAV)                        | 35              |
| Шотландія Scottish Albums (OCC)                    | 9               |
| Іспанія Spanish Albums (PROMUSICAE)                | 78              |
| Swedish Albums (Sverigetopplistan)                 | 12              |
| Swedish Hard Rock Albums (Sverigetopplistan)       | 1               |
| Швейцарія Swiss Albums (Schweizer Hitparade)       | 1               |
| Велика Британія UK Albums (OCC)                    | 19              |
| Велика Британія UK Independent Albums (OCC)        | 2               |
| Велика Британія UK Rock & Metal Albums (OCC)       | 1               |
| США Billboard 200                                  | 10              |
| США Top Hard Rock Albums (Billboard)               | 1               |
| США Independent Albums (Billboard)                 | 2               |
| США Top Rock Albums (Billboard)                    | 2               |